# Santiago Rusiñol
Santiago Rusiñol i Prats (ur. 25 lutego 1861 r. w Barcelonie, zm. 13 czerwca 1931 r. w Aranjuez) – kataloński malarz, prozaiki, dramaturg i kolekcjoner.
Swoją twórczość artystyczną zaczął jako malarz, później poświęcił się literaturze – napisał ponad 90 utworów w różnych gatunkach literackich. Tworzył pod wpływem inspiracji czerpanych z dzieł Pabla Picassa. Zaprojektował wiele modernistycznych budynków w miejscowości Sitges, a w jednym z nich powstało Muzeum Cau Ferrat. Napisał również kilka monodramów m.in.: L'alegria que passa w 1891 czy El jardí abandonat w 1900. Stał jest jednym z najwybitniejszych pisarzy swojej epoki, a zarazem był jednym z pionierów modernizmu hiszpańskiego. Za jego najwybitniejszą powieść uznano L'auca del senyor Esteve opublikowaną w 1907, która również doczekała się swojej wersji kinowej.

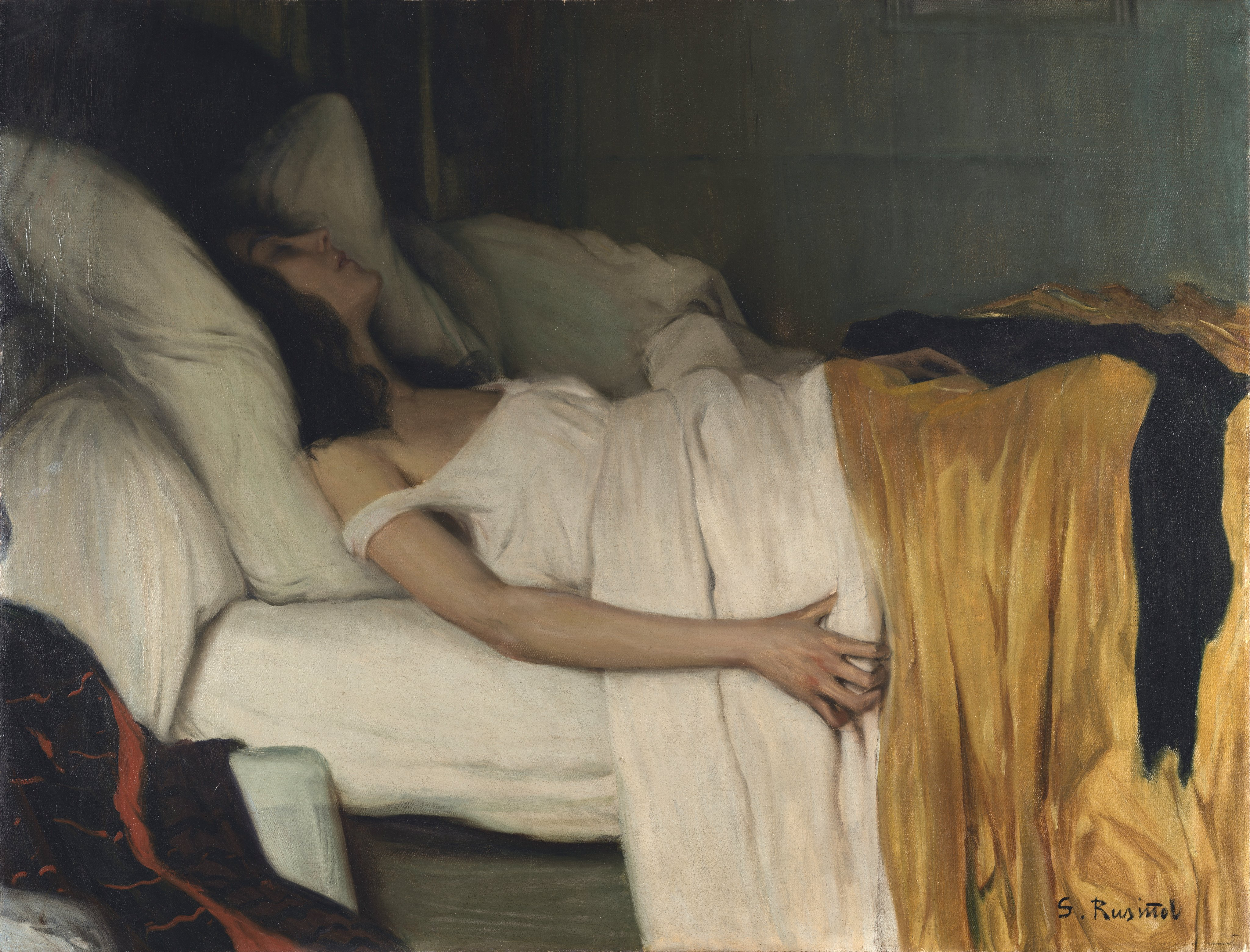
Morfina, 1894